# Великий вивернутий оберненокирпатий ікосододекаедр
Вели́кий (ви́вернутий) оберненокирпа́тий ікосододекае́др — це неопуклий однорідний многогранник, що має індекс U74. Має 92 грані (80 трикутників і 12 п'ятикутників), 150 ребер і 60 вершин. Його символ Шлефлі — s{3/2,5/3}.

## Декартові координати
Декартові координати вершин великого оберненокирпатого ікосододекаедра всі є парними перестановками: (±2α, ±2, ±2β),
(±(α−βτ−1/τ), ±(α/τ+β−τ), ±(−ατ−β/τ−1)),
(±(ατ−β/τ+1), ±(−α−βτ+1/τ), ±(−α/τ+β+τ)),
(±(ατ−β/τ−1), ±(α+βτ+1/τ), ±(−α/τ+β−τ)) і
(±(α−βτ+1/τ), ±(−α/τ−β−τ), ±(−ατ−β/τ+1)), з парним числом знаків «+», де
α = ξ−1/ξ
і
β = −ξ/τ+1/τ2−1/(ξτ), де τ = (1+ √5)/2 — золотий перетин, а ξ — найменший додатний дійсний нуль функції ξ3−2ξ=−1/τ, а саме
{\displaystyle \xi ={\frac {\left(1+i{\sqrt {3}}\right)\left({\frac {1}{2\tau }}+{\sqrt {{\frac {\tau ^{-2}}{4}}-{\frac {8}{27}}}}\right)^{\frac {1}{3}}+\left(1-i{\sqrt {3}}\right)\left({\frac {1}{2\tau }}-{\sqrt {{\frac {\tau ^{-2}}{4}}-{\frac {8}{27}}}}\right)^{\frac {1}{3}}}{2}}}
що приблизно дорівнює 0,3264046. Якщо взяти непарні перестановки координат вище з непарним числом знаків плюс, отримаємо іншу, енантіоморфну, форму. Якщо взяти непарні перестановки з парним числом знаків плюс чи навпаки, отримаємо ті ж тіла, повернуті на 90°.
Радіус описаної сфери для тіла з одиничним ребром дорівнює
{\displaystyle R={\frac {1}{2}}{\sqrt {\frac {2-x}{1-x}}}=0,580002\dots },
де {\displaystyle x} — відповідний нуль функції {\displaystyle x^{3}+2x^{2}={\Big (}{\tfrac {1\pm {\sqrt {5}}}{2}}{\Big )}^{2}}. Чотири додатні дійсні корені рівняння шостого степеня в {\displaystyle R^{2},}
{\displaystyle 4096R^{12}-27648R^{10}+47104R^{8}-35776R^{6}+13872R^{4}-2696R^{2}+209=0}
є радіусами описаних сфер кирпатого додекаедра (U29), великого кирпатого ікосододекаедра (U57), великого вивернутого кирпатого ікосододекаедра (U69) і великого оберненокирпатого ікосододекаедра (U74).